# Swept Away (альбом Дайаны Росс)
Swept Away — четырнадцатый студийный альбом американской певицы Дайаны Росс, выпущенный 13 сентября 1984 года лейблом RCA Records в Северной Америке и лейблом Capitol Records в Европе. Альбом занял 26-е место в Billboard Top LPs & Tape, 7-е место в Top Black Albums и получил золотую сертификацию в США в конце 1984 года. Помимо прочего, на альбоме содержатся такие классические хиты певицы как «All of You» и «Missing You».

## Предыстория
В 1983 году Дайана Росс выпустила свой тринадцатый студийный альбом Ross, который провалился в чартах и был холодно встречен критиками. После выпуска двух неудачных синглов певица решила преступить к записи новой пластинки. Росс вновь взялась сама продюсировать альбом, а в качестве авторов привлекла многих популярных музыкальных деятелей на тот момент, включая бывшего партнера по дуэту Лайонела Ричи («Endless Love» 1981 года), бывшего продюсера Бернарда Эдвардса (Diana 1980 года) и Дэрила Холла, который в 1980-е годы непрерывно попадал в первую десятку «горячей стони».

## Релиз
Тем не менее, первым релизом, связанным с альбомом, стал сингл с испанским певцом Хулио Иглесиасом. Он давно хотел покорить американский рынок, выискивая партнёра для дуэта среди американских артистов. Ещё в 1982 году Иглесиас заявил, что хотел бы записать песню с Барброй Стрейзанд или Дайаной Росс. Спустя два года певец всё же записал дуэт с американским артистом — Вилли Нельсоном, их совместная песня «To All the Girls I’ve Loved Before» заняла пятое место в Billboard Hot 100, и стала первым синглом с его англоязычного альбома 1100 Bel Air Place. Вторым синглом c этого альбома стал ещё один дуэт, на этот раз с Дайаной Росс. Песня «All Of You», спродюсированная Ричардом Перри, подарила Иглесиасу второй хит подряд и стала первым синглом Росс, вошедшим в первую двадцатку США с 1982 года («Muscles»). В Европе песня также пользовалась большой популярностью, заняв верхние строчки в различных чартах.
Практически через месяц RCA Records решает выпустить сольный сингл — «Swept Away», песня также достигла 19 места в Billboard Hot 100, а также попала на третью строчку Hot Black Singles (опять же впервые с 1982 года певица вошла в первую пятёрку). Успешные синглы дали зелёный свет новому альбому, который получил название Swept Away, и он вышел 13 сентября 1984 года. Альбом занял 26-е место Billboard Top LPs & Tape и 7-е в Top Black Albums (оставался в чарте больше года), а также был удостоен в США золотой сертификации за продажи, превысившие 500 000 копий.
Третьим синглом с альбома стала песня «Missing You», написанная Лайонелом Ричи и посвященная недавно умершему Марвину Гэю. Она была выпущена в конце 1984 года и постепенно поднималась в чартах. После того как Росс исполнила песню на церемонии American Music Awards 28 января 1985 года, песня стремительно взлетела вверх, став одним из самых больших хитов певицы в карьере. «Missing You» возглавлял R&B-чарты в течение трёх недель, обойдя предыдущий сингл и став первым чарттоппером певицы в чарте с 1981 года («Endless Love», по совпадению также был написан Ричи).

## Список композиций
| №  | Название         | Автор(ы)                              | Длительность |
| -- | ---------------- | ------------------------------------- | ------------ |
| 1. | «Missing You»    | Лайонел Ричи                          | 4:05         |
| 2. | «Touch by Touch» | Артур Бэрроу, Джо Эспозито, Ричи Зито | 4:11         |
| 3. | «Rescue Me»      | Райанд Майнер, Карл Смит              | 2:41         |
| 4. | «It’s Your Move» | Стив Кипнер, Терри Шэддик             | 3:34         |
| 5. | «Swept Away»     | Сара Аллен, Дэрил Холл, Дайана Росс   | 5:23         |

| №                   | Название                                    | Автор(ы)                                 | Длительность |
| ------------------- | ------------------------------------------- | ---------------------------------------- | ------------ |
| 1.                  | «Telephone»                                 | Бернард Эдвардс, Дензел Миллер           | 4:10         |
| 2.                  | «Nobody Makes Me Crazy (Like You Do)»       | Робби Бенсон, Карла Де Вито              | 4:20         |
| 3.                  | «All of You» (совместно с Хулио Иглесиасом) | Синтия Вайль, Хулио Иглесиас, Тони Ренис | 4:02         |
| 4.                  | «We Are the Children of the World»          | Мэри Энн Келли, Перри Кастро             | 4:24         |
| 5.                  | «Forever Young»                             | Боб Дилан                                | 4:49         |
| Общая длительность: | Общая длительность:                         | Общая длительность:                      | 43:38        |

| №  | Название                                | Длительность |
| -- | --------------------------------------- | ------------ |
| 1. | «Swept Away» (12" Long Version)         | 7:38         |
| 2. | «Swept Away» (12" Instrumental)         | 7:20         |
| 3. | «Swept Away» (7" Single Mix)            | 4:04         |
| 4. | «Touch by Touch» (12" Single Mix)       | 5:31         |
| 5. | «Touch by Touch» (12" Instrumental)     | 4:04         |
| 6. | «Touch by Touch» (Alternate Single Mix) | 3:55         |
| 7. | «Telephone» (Edited Version)            | 3:48         |
| 8. | «Missing You» (7" Single Mix)           | 4:16         |
| 9. | «Fight for It» (7" Single Version)      | 4:10         |

| Хит-парад (1984)                       | Высшая позиция |
| -------------------------------------- | -------------- |
| Австралия (Kent Music Report)          | 78             |
| Австрия (Ö3 Austria)                   | 15             |
| Великобритания (UK Albums Chart)       | 40             |
| Германия (Offizielle Top 100)          | 63             |
| Канада (RPM Top Albums/CDs)            | 37             |
| Нидерланды (Album Top 100)             | 10             |
| Норвегия (VG-lista)                    | 7              |
| США (Billboard 200)                    | 26             |
| США (Billboard Top R&B/Hip-Hop Albums) | 7              |
| Финляндия (Suomen virallinen lista)    | 23             |
| Швейцария (Schweizer Hitparade)        | 17             |
| Швеция (Sverigetopplistan)             | 10             |
| Япония (Oricon)                        | 32             |

| Регион | Сертификация | Продажи  |
| --- | ------------ | -------- |
| Канада (Music Canada) | Золотой      | 50 000^  |
| США (RIAA) | Золотой      | 500 000^ |
| * Данные о продажах приведены только на основе сертификации. ^ Данные о тиражах приведены только на основе сертификации. |              |          |